# Мажирин, Фёдор Максимович
Фёдор Максимович Мажирин (1904—1978) — советский военачальник войск НКВД-МВД, генерал-майор (1943).

## Биография
В РККА с 1920 года. В войсках ОГПУ с 1925 года. Был командиром полка, начальником штаба дивизии. На следующий день после начала войны принял командование 4-й дивизии войск НКВД по охране железных дорог у А. И. Ачкасова, выдвинутого на должность начальника Управления оперативных войск НКВД СССР. В ночь с 17 на 18 сентября 1941 приказом Ставки ВГК, переданной народным комиссаром внутренних дел Украинской ССР В. Т. Сергиенко, назначен комендантом Киева. Тем временем 227-й полк, которым командовал майор Baгин, сдерживал наступление гитлеровцев вдоль железной дороги Нежин-Киев; смертью храбрых пали три четверти личного состава полка.
«День 19 сентября выдался на удивление солнечным и тёплым. Над Днепром чистое голубое небо. Часов в 11 утра фашисты открыли ураганный огонь по юго-западным окраинам города, а затем осторожно двинулись вперёд, к мостам. Ещё немного и их надо взрывать. Сигнал — и мы со своего командного пункта увидели столбы огня и дыма над железнодорожным мостом. Взлетел на воздух Дарницкий мост. Облитый смолой и бензином, вспыхнул деревянный Наводницкий мост. И вот, прямо перед нашим КП, на мосту сверкнула вспышка и чёрный султан взрыва подбросил вверх искореженные пролёты. На мгновение обнажилось песчаное дно, затем воды Днепра сомкнулись, и вокруг груды обломков посредине реки беспорядочно заплясали волны. Потом у берега взвилось несколько водяных фонтанов: моряки Днепровской флотилии уничтожили свои корабли. Над Днепром повисло облако дыма и пыли.»
С 10 декабря 1941 до 25 декабря 1942 командир 8-й мотострелковой дивизии внутренних войск НКВД СССР. С февраля 1952 по март 1953 заместитель начальника Главного управления внутренней и конвойной охраны МВД СССР.
В 1956—1962 — зам. начальника внутренних войск МВД УССР. Уволен в запас 15 ноября 1962 г.
Вместе с женой похоронен на Ваганьковском кладбище г. Москва.

### Звания
- полковник;
- генерал-майор (29 октября 1943).

### Награды
Приказом НКВД СССР от 02.01.1944 г. за долголетнюю и безупречную работу в войсках НКВД награждён нагрудным знаком «Заслуженный работник НКВД».

## Публикации
- Мажирин Ф. М. Наследники октября: документальная повесть. Ил.: Батыршин Ю. К. — Волгоград : Ниж.-Волж. кн. изд-во, 1969. — 129 с., ил.[2][3]